# Granitoid
Granitoid, granitoidní nebo granitická hornina je souborné označení pro kyselé magmatické horniny od alkalických granitů přes granodiorit po tonality. Tyto horniny mezi sebou v přírodě běžně prostupují a jsou si natolik podobné, že bez mikroskopické analýzy je prakticky nemožné je rozlišit.
Termín granitoid zavedl v roce 1925 ruský geolog Fjodor Levinson-Lessing. V praxi se často používá termín granit (žula) nesprávně v širším smyslu pro pojmenování všech granitoidních hornin.

## Minerální složení
V QAPF diagramu tvoří tyto horniny pás v oblasti mezi 20 až 60procentním zastoupením křemene. Z petrochemického hlediska je obsah SiO2 vyšší než 65 %. Křemen je jejich podstatnou složkou a výrazně se podílí na jejich světlém zbarvení. Dalšími podstatnými minerály jsou živce, biotit, méně muskovit, zřídka též amfiboly nebo rombické pyroxeny. V případě že granitoidní hornina obsahuje pyroxeny může být označena jako charnockit. V žulách převládá draselný živec nad plagioklasy. V granodioritech a tonalitech plagioklas. Někdy jsou v pojmenování zahrnuty názvy některých minerálů, např. biotitický granitoid.
Podle oxidačního stavu jsou rozeznávány dva typy granitoidů:
- ilmenitová série: tyto granitoidy jsou redukované, neobsahují magnetit, jde nejčastěji o S-typy a některé redukovanější I-typy.
- magnetitová série: jsou oxidované, obsahují proto magnetit, patří mezi ně častější I-typy granitoidů

## Fyzikální vlastnosti
Objemová váha granitoidů, která má význam při posuzování možného zatížení základů budov, které by na nich mohly být postaveny, se pohybuje v rozmezí od 600 do 2 600 kp/cm2.

## Vznik
Granitoidy vznikají krystalizací magmatu v hlubších částech kontinentální zemské kůry. Otázka vzniku těchto hornin však není jednoznačně vyřešena. Mezi možné způsoby vzniku, které se pravděpodobně mohou i kombinovat je považována granitizace, proces, při kterém jsou výchozí horniny vystaveny vysokým tlakům a teplotám, kdy může dojít k metamorfóze až ultrametamorfóze, případně za dostatku fluid i k metasomatóze. Jiné teorie předpokládají, že granitoidní magma může být derivováno z bazičtějších spodněkůrových nebo svrchněplášťových tavenin parciální nebo frakční krystalizací.
Všeobecně se předpokládají čtyři základní způsoby vzniku granitoidů:
- S-typ (sedimentární): Mají původ v přetavených sedimentárních horninách ponořených do nižších částí zemské kůra, k vzniku dochází nejčastěji při kontinentální kolizi. Jsou bohaté na Al, redukované (poměr Fe3+/Fe2+ menší než 0,3), mají vysoký poměr K/Na. Mají větší obsah vody. Její oddělování od taveniny při výstupu magmatu urychluje jejich krystalizaci. Jejich intruze jsou proto umístěny relativně hlouběji. Nejčastěji jde o granit a monzogranit.
- I-typ (intruzivní): Mají magmatický původ. Vznikly v oblasti úniku fluid ponořující se se desky nad subdukční zónou. Jsou chudé na Al, oxidované (poměr Fe3+/Fe2+ je větší než 0,3). Obsahují méně vody, jsou proto mobilnější a častěji dosahují subvulkanickou úroveň. Patří mezi ně granodiority, tonality, diority a granity.
- A-typ (anorogenní): Vzniká tavením spodní kůry za extrémně bezvodých podmínek. Častý v oblastech riftových zón ve vnitru kontinentů. Nejčastěji je bohatý na alkálie (Na, K, Ca). Obvykle jde o alkalické granity, granity až syenity.
- M-typ (mantle = plášť). Mají plášťový původ, vznikly oddělením od jiného, bazičtějšího magmatu v oceánských oblastech. Jsou to nejčastěji tonality, dříve označované též jako plagiogranity.

Výlevnými ekvivalenty granitoidů je řada hornin od ryolitu po dacit.

## Výskyt

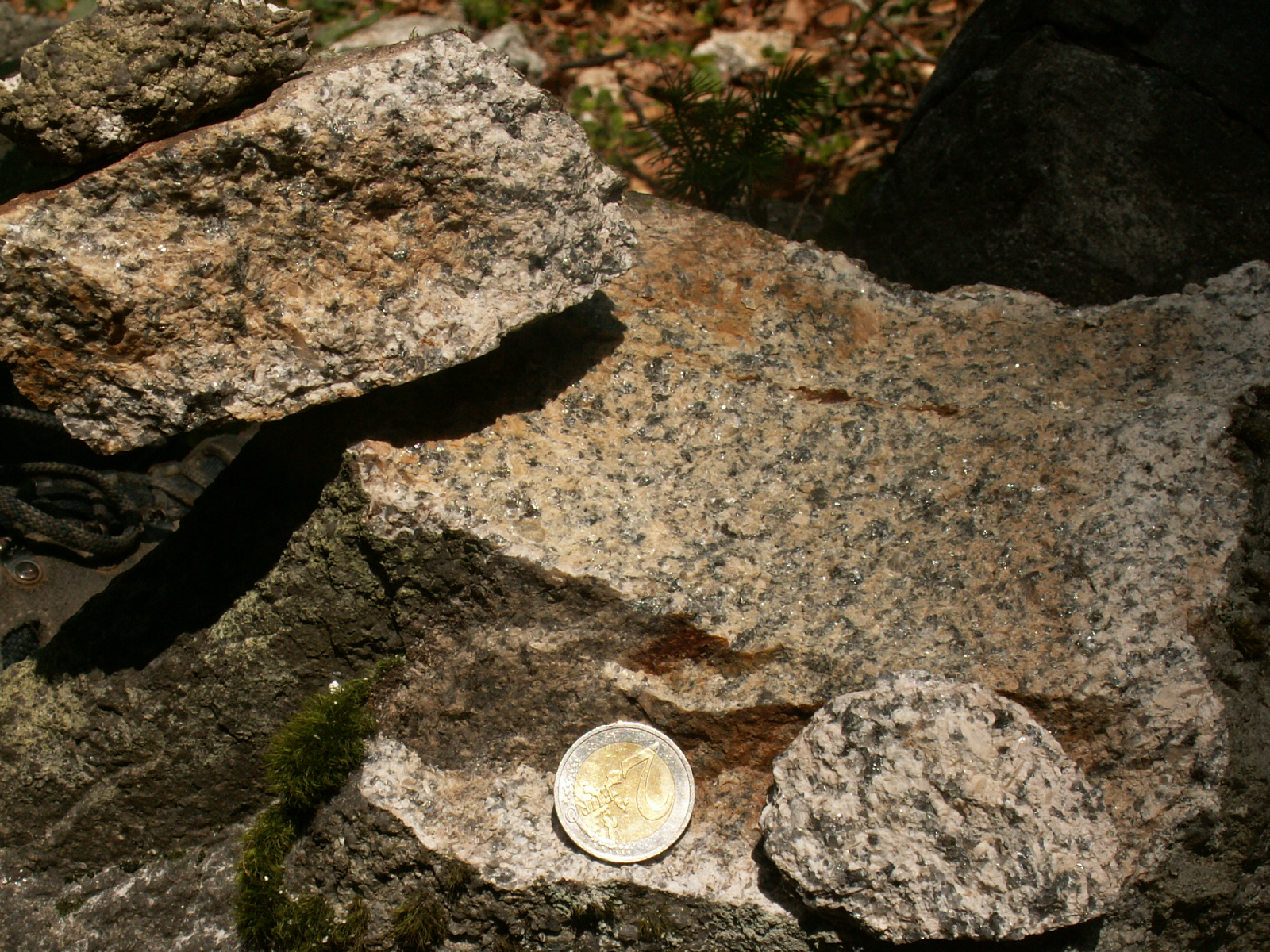
Permské granity gemerika z oblasti Súľové, mince 2 € jako měřítko. Granity z této oblasti tvoří specializovaný (zrudněný) S-typ granitů s vysokým obsahem vzácných prvků a greiseny ve vrchní části

Granitoidy tvoří téměř 95 % všech intruzivních hornin kontinentální kůry. Často tvoří rozsáhlé komplexy.

### Slovensko
Skupina granitoidních hornin se významně podílí na složení krystalinika Západních Karpat. Vyskytují se prakticky ve všech jádrových pohořích, veporském a gemerském pásmu. Ve veporiku tvoří „Veporský granitoidní pluton“. V Západních Karpatech jsou rozeznávány hercynské a alpinské granitoidy. Hercynské granitoidy tvoří tyto typy:
- kambro-ordovické granity S-typu v hercynském orogénu změněné na ortoruly
- spodněkarbonské granity S-typu
- spodněkarbonské granitoidy I-typu
- vrchněkarbonské granitoidy I-typu
- permské granity s afinitou k A-typu
- specializované (zrudněné) granity Ss-typu

Alpinské granitoidy reprezentuje křídový granit typu „Rochovce“ a neogenní granodiority středoslovenských neovulkanitů. Ty však v současnosti ještě výrazněji nevystupují na povrch.

## Ložiska vázaná na granitoidní horniny
Na komplexy granitoidních hornin jsou vázána mnohá ekonomicky významná ložiska. V hlubších úrovních kůry, většinou ve vrchní části intruzí to mohou být vzácnoprvkové albitity, pegmatity a greiseny. Subvulkanickou úroveň dosahují porfyrová ložiska. Na kontaktu granitoidních intruzí s uhličitany vznikají procesem metasomatózy horniny označované jako skarny, které mohou být potenciálně významnými ložisky železa, ale i mědi, zlata či jiných prvků.
Kromě toho magmatická a postmagmatická aktivita způsobuje vznik různých dalších hydrotermálních mineralizací.